# Rolando Fonseca
Rolando Fonseca Jiménez (San José, 6 de junho de 1974) é um ex-futebolista costarriquenho que atuava como atacante.

## Carreira
Um dos jogadores mais talentosos da história da Costa Rica juntamente com o também atacante Paulo Wanchope, Fonseca, que foi descoberto nas categorias de base do Saprissa, foi promovido ao time principal em 1989. Fez sua estreia oficial em 1 de junho de 1991 (faltavam 5 dias para o atacante completar 17 anos), contra o Limonense, marcando seu primeiro gol contra o San Carlos.

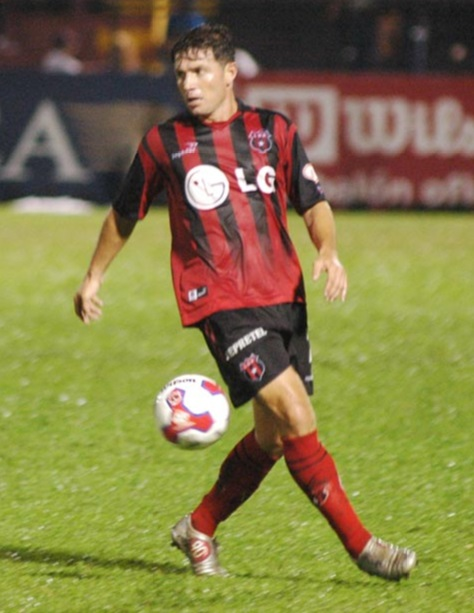
Fonseca no Alajuelense, em 2006.

Entre 1996 e 1997, jogou por Pachuca, Independiente Medellín, América de Cali e Alajuelense, com razoável êxito. Contratado pelo Comunicacione em 1998, o atleta marcaria 94 gols em 159 partidas válidas em sua primeira passagem pelos Cremas. Teve ainda um curta experiência no La Piedad, segunda equipe mexicana que defendeu (havia atuado pelo Pachuca em 1996) antes de retornar ao Alajuelense em 2002. Em 2003 e 2006, foi emprestado ao Comunicaciones, tendo desempenho modesto em relação à primeira passagem, entre 1998 e 2000.
De volta à Costa Rica em 2007, El Principito assinou com o Municipal Liberia, equipe de médio porte do país. Marcou cinco gols em quinze partidas até retornar pela quarta vez ao Comunicaciones, onde marcou 36 gols em 79 jogos (somando as 3 passagens anteriores pelos Cremas, Fonseca deixou sua marca 144 vezes, e atuou em 357 partidas).
Após a conquista do Campeonato Guatemalteco de 2009–10, a direção do Comunicaciones resolveu rescindir o contrato de Fonseca, que sem ter encontrado outra equipe para manter-se em atividade, pendurou as chuteiras pela primeira vez; em agosto de 2012, boatos de que ele retomaria a carreira se confirmaram quando El Principito assinou contrato com o Carmelita, porém sua volta aos gramados durou pouco tempo: ele disputou apenas 3 partidas, não marcando nenhum gol. Alegando falta de tempo e por não comparecer em alguns treinos, o atacante rescindiu o contrato e, em seguida, anunciou sua aposentadoria definitiva dos gramados.

## Seleção
Com a Seleção Costarriquenha de Futebol, Fonseca estrearia em 1992, marcando seu primeiro gol contra o Panamá no ano seguinte; até 2011, quando deixou a equipe, esteve presente em 110 partidas (empatado com outros 10 jogadores, entre eles Carlos Valderrama, Andriy Shevchenko, Igor Akinfeev, Gareth Bale, Jordan Ayew e Claudio Reyna) marcando 47 gols e sendo até hoje o maior artilheiro da Seleção Costarriquenhal.
Participou de três edições da Copa América (1997, 2001 e 2007) e de duas edições da Copa Ouro da CONCACAF (2002 e 2003). Fez parte ainda do elenco que disputou a Copa de 2002, não marcando nenhum gol no torneio. Era esperada a sua convocação para a Copa de 2006, mas o treinador Alexandre Guimarães não chamou o atacante.
Disputaria ainda as Eliminatórias para a Copa de 2010, mas a Costa Rica não obteve a classificação. Em março de 2011, Fonseca disputou uma partida de despedida com a camisa dos Ticos', que marcou também a inauguração do novo Estádio Nacional, em San José. O jogo foi disputado contra a China, e o jogador substituiu Álvaro Saborío aos 78 minutos.

## Curiosidade
- Fonseca é o único jogador da América Central, juntamente com o guatemalteco Juan Carlos Plata, a superar a marca de 300 gols por equipes locais, estrangeiras ou pela Seleção.

## Títulos[6]
Saprissa
- Campeonato Costarriquenho de Futebol: 1989, 1993–94, 1994–95
- Liga dos Campeões da CONCACAF: 1993, 1995

Alajuelense
- Campeonato Costarriquenho: 1995–96, 1996–97, 1999–00, 2000–01, 2001–02, 2002–03
- Liga dos Campeões da CONCACAF: 2004
- Copa Interclubes da UNCAF: 2002, 2005

Comunicaciones
- Campeonato Guatemalteco: 1998–99, Apertura 1999–00, 2001–02, 2004–05, Apertura 2008,  Apertura 2010–11

América de Cali
- Campeonato Colombiano: 1997[6]

Seleção Costarriquenha
- Copa Centroamericana: 1997, 1999, 2003, 2007

## Individuais
- All-Star Team da Copa Centroamericana: 1997